# San Miguel (departement van Corrientes)
San Miguel is een departement in de Argentijnse provincie Corrientes. Het departement (Spaans:  departamento) heeft een oppervlakte van 2.863 km² en telt 10.252 inwoners.

## Plaatsen in departement San Miguel
- Loreto
- San Miguel
- San Roque